# 余振东
余振东，曾任中国银行广东开平支行行长，盗取银行存款4.82亿美元（40億元人民幣）后，潜逃至美国，后于2004年被遣返回中国，并被判处12年有期徒刑，目前已刑满释放。